# Ночь 16 января
«Ночь 16 января» — театральная пьеса американской писательницы российского происхождения Айн Рэнд. К написанию пьесы Айн Рэнд подтолкнуло самоубийство шведского предпринимателя и финансиста Ивара Крюгера, владевшего компанией, контролировавшей 75 % мирового рынка спичек, из-за банкротства.
Действие пьесы происходит в зале суда в городе Нью-Йорк, где женщину по имени Карен Эндр судят за убийство её бывшего начальника Бьорна Фолкнера. Необычной особенностью пьесы является то, что двенадцать зрителей выполняют роль присяжных и в конце спектакля выносят свой вердикт. В пьесе прямо не показываются обстоятельства смерти Фолкнера, а только обсуждаются, поэтому присяжным приходится полагаться на показания персонажей пьесы. В основу пьесы поставлено противостояние индивидуализма и конформизма, и решение присяжных демонстрирует что из этого они выбирают.
Премьера спектакля состоялась в 1934 году в Голливуде под названием «Женщина в суде». Постановка получила хорошие отзывы и имела умеренный коммерческий успех. Через год после премьеры театральный продюсер Эл Вудс перенёс спектакль на Бродвей и переименовал его в «Ночь 16 января». Спектакль привлёк широкое внимание необычным участием в нём зрителей и стал хитом. После этого последовали постановки этого спектакля в нескольких других театрах в США. В 1941 году по мотивам пьесы был снят фильм. Пьесу также адаптировали для вещания по телевидению и радио.
Айн Рэнд имела много острых споров с Элом Вудсом из-за его желания внести некоторые изменения в сценарий. Кульминацией их спора стало слушание в арбитраже из-за того что Вудс украл у Рэнд часть роялти чтобы оплатить услуги профессионального сценариста.

## История

### Предыстория
Айн Рэнд получала вдохновение для написания пьесы «Ночь 16 января» из двух источников. Первым была мелодрама «Суд над Мэри Д’юган», созданная в 1927 году. В ней рассказывалось о суде над танцовщицей которая убила своего богатого любовника, что дало Айн Рэнд идею, что в её пьесе должно показываться судебный процесс. Она хотела, чтобы концовка пьесы зависела от исхода судебного процесса, а не была фиксированной. Прототипом для жертвы стал Ивар Крюгер, шведский бизнесмен известен как «Спичечный король» владевший им монополий на изготовление спичек, который совершил самоубийство в марте 1932. Когда в его бизнес-империи начались серьезные финансовые проблемы, он застрелился после того как был обвинен в тайных и скорее всего незаконных операциях. Этот инцидент дал автору идею сделать жертвой бизнесмена со сложным характером, который дал сразу нескольким людям повод его убить.
Рэнд написала «Ночь 16 января» в 1933 году. На тот момент ей было 28 лет и она жила в США уже 7 лет после иммиграции из СССР, где её антикоммунистические взгляды могли поставить её под угрозу. До этого она никогда не писала сценарии для спектаклей сама, хотя до того она работала в Голливуде помощницей сценариста в кинорежиссёра и продюсера Сесиля Блаунт Де Милля, а позже в костюмерной кинокомпании RKO Pictures. В сентябре 1932 года она продала свой первый сценарий Красная пешка киностудии Universal Studios и уволилась с RKO Pictures чтобы дописать свой первый роман «Мы — живые». Рэнд написала «Ночь 16 января» надеясь заработать немного денег, чтобы завершить роман. В 1934 году её агент пытался продать её роман и пьесу, но ему все время отказывали. Сценарий «Красная пешка» был «положен на полку», а контракт на его дописывание закончился. Муж Айн Рэнд актёр Фрэнк о’Коннор получал только незначительные роли с маленькими гонорарами, что поставило супругов в затруднительное материальное положение. Когда последние деньги заработанные на «Красной пешке» закончились, Рэнд получила предложение о покупке пьесы «Ночь 16 января» от продюсера Эла Вудса, который ранее работал над спектаклем «Суд на Мэри Д’юган» на Бродвее. Контракт включал в себя условие, что Вудс сможет вносить правки в сценарий. Опасаясь, что он внесёт правки, которые будут противоречить её видению пьесы, что сделает её обычной и заурядной, Рэнд ему отказала. Через некоторое время она приняла предложение от валийского актёра Эдварда Клива поставить пьесу в Лос-Анджелесе. Премьера состоялась 22 октября 1934 в театре «Авалон» в Голливуде.